# Konklawe 1691
Konklawe 12 lutego–12 lipca 1691 – konklawe, które po śmierci Aleksandra VIII wybrało na jego następcę Innocentego XII. Było to najdłuższe konklawe XVII wieku (trwało równe 5 miesięcy).

## Śmierć Aleksandra VIII

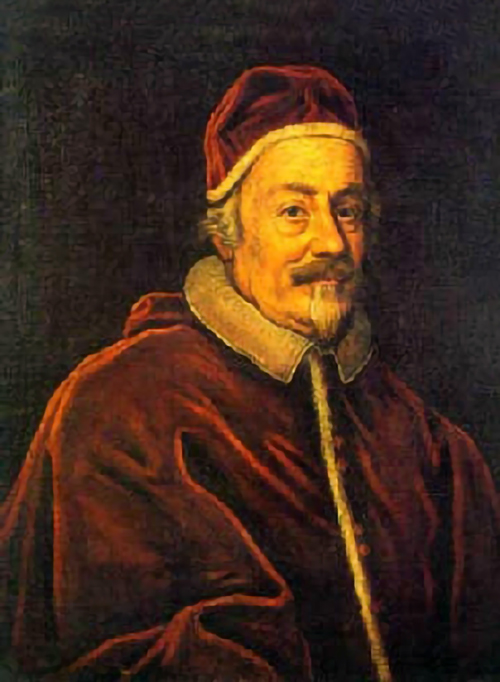
Papież Aleksander VIII

Ponad 80-letni papież Aleksander VIII Ottoboni zmarł 1 lutego 1691. Jego pontyfikat trwał zaledwie 16 miesięcy, w tym czasie jednak przywrócił zaniechane przez swego poprzednika Innocentego XI praktyki nepotyzmu (dwóch swoich krewnych Pietro Ottoboniego i Giovanniego Battistę Rubiniego mianował odpowiednio wicekanclerzem i sekretarzem stanu). W dużej mierze roztrwonił on oszczędności Stolicy Apostolskiej na rzecz swojego rodu oraz na wspomaganie swojej ojczyzny – Republiki Weneckiej. Plusem było natomiast załagodzenie konfliktu z Francją.

## Lista uczestników
Kolegium Kardynalskie w chwili śmierci Aleksandra VIII liczyło 70 członków. Pięciu z nich w ogóle nie przybyło do Rzymu (w tym jeden zmarł w trakcie sediswakancji). Czterech innych wzięło wprawdzie udział w konklawe, ale z powodu choroby musiało je opuścić (w tym dwóch zmarło jeszcze przed jego zakończeniem). Ogółem w konklawe wzięło więc udział 65 kardynałów, ale tylko 61 głosowało w ostatnim głosowaniu:
- Alderano Cibo (nominacja kardynalska 6 marca 1645) – kardynał biskup Ostia e Velletri; dziekan Świętego Kolegium Kardynałów; sekretarz Świętej Kongregacji Rzymskiej i Powszechnej Inkwizycji; prefekt Świętej Kongregacji ds. Obrzędów
- Flavio Chigi (9 kwietnia 1657) – kardynał biskup Porto e Santa Rufina; subdziekan Świętego Kolegium Kardynałów; prefekt Trybunału Apostolskiej Sygnatury Sprawiedliwości; archiprezbiter bazyliki laterańskiej; prefekt Świętej Kongregacji ds. Granic Państwa Kościelnego
- Giacomo Franzoni (29 kwietnia 1658) – kardynał biskup Frascati; biskup Camerino
- Paluzzo Paluzzi Altieri degli Albertoni (14 stycznia 1664) – kardynał biskup Sabiny; kamerling Świętego Kościoła Rzymskiego; prefekt generalny Świętej Kongregacji Rozkrzewiania Wiary; prefekt Świętej Kongregacji Indeksu; komendatariusz opactwa terytorialnego Tre Fontane
- Emmanuel Théodose de la Tour d’Auvergne de Bouillon (5 sierpnia 1669) – kardynał biskup Albano; komendatariusz opactwa terytorialnego Cluny
- Francesco Maidalchini (7 października 1647) – kardynał prezbiter S. Maria in Via; protoprezbiter Świętego Kolegium Kardynałów
- Carlo Barberini (23 czerwca 1653) – kardynał prezbiter S. Lorenzo in Lucina; archiprezbiter bazyliki watykańskiej; prefekt Fabryki Świętego Piotra; komendatariusz opactw terytorialnych Farfa i Subiaco; protektor Polski i Sabaudii; prefekt Rzymu
- Gregorio Barbarigo (5 kwietnia 1660) – kardynał prezbiter S. Marco; biskup Padwy
- Giannicolò Conti (14 stycznia 1664) – kardynał prezbiter S. Maria in Transpontina; biskup Ankony
  - † Giulio Spinola (15 lutego 1666) – kardynał prezbiter S. Prassede; prefekt ds. ekonomicznych Świętej Kongregacji Rozkrzewiania Wiary (opuścił konklawe 21 lutego, zmarł 11 marca w Rzymie)
- Giovanni Delfino (7 marca 1667) – kardynał prezbiter Ss. Vito e Modesto; patriarcha Akwilei
- Nicolò Acciaioli (29 listopada 1669) – kardynał prezbiter S. Callisto
- Gasparo Carpegna (22 grudnia 1670) – kardynał prezbiter S. Maria in Trastevere; wikariusz generalny diecezji rzymskiej; prefekt Świętej Kongregacji ds. Biskupów i Zakonników; prefekt Świętej Kongregacji ds. Kościelnych Immunitetów; prefekt Świętej Kongregacji ds. Reformy Statutów Kleru Rzymskiego
- César d’Estrées (24 sierpnia 1671) – kardynał prezbiter SS. Trinita al Monte Pincio; protektor Francji i Portugalii
- Pierre de Bonzi (22 lutego 1672) – kardynał prezbiter S. Eusebio; arcybiskup Narbonne
- Vincenzo Maria Orsini OP (22 lutego 1672) – kardynał prezbiter S. Sisto; arcybiskup Benewentu
- Francesco Nerli (12 czerwca 1673) – kardynał prezbiter S. Matteo in Via Merulana
- Girolamo Casanate (12 czerwca 1673) – kardynał prezbiter S. Silvestro in Capite
  - Federico Baldeschi Colonna (12 czerwca 1673) – kardynał prezbiter S. Anastasia; prefekt Świętej Kongregacji Soboru Trydenckiego (29 czerwca opuścił konklawe z powodu choroby)
- Galeazzo Marescotti (27 maja 1675) – kardynał prezbiter Ss. Quirico e Giulitta
- Fabrizio Spada (27 maja 1675) – kardynał prezbiter S. Crisogono
- Philip Thomas Howard OP (27 maja 1675) – kardynał prezbiter S. Maria sopra Minerva; archiprezbiter bazyliki liberiańskiej
- Giovanni Battista Spinola (1 września 1681) – kardynał prezbiter S. Cecilia; progubernator Rzymu; kamerling Świętego Kolegium Kardynałów
- Antonio Pignatelli (1 września 1681) – kardynał prezbiter S. Pancrazio; arcybiskup Neapolu
- Francesco Bonvisi (1 września 1681) – kardynał prezbiter S. Stefano al Monte Celio; arcybiskup Lukki
- Savo Millini (1 września 1681) – kardynał prezbiter S. Pietro in Vincoli; arcybiskup Orvieto
  - Federico Visconti (1 września 1681) – kardynał prezbiter S. Alessio; arcybiskup Mediolanu (opuścił konklawe 19 czerwca)
  - † Raimondo Capizucchi OP (1 września 1681) – kardynał prezbiter S. Maria degli Angeli (opuścił konklawe 13 kwietnia, zmarł 22 kwietnia w Rzymie)
- Lorenzo Brancati di Lauria OFMConv (1 września 1681) – kardynał prezbiter Ss. XII Apostoli; bibliotekarz Świętego Kościoła Rzymskiego
- Giacomo de Angelis (2 września 1686) – kardynał prezbiter S. Maria in Aracoeli; komendatariusz opactwa terytorialnego Nonantola
- Opizio Pallavicini (2 września 1686) – kardynał prezbiter S. Martino ai Monti; arcybiskup Spoleto
- Marcello Durazzo (2 września 1686) – kardynał prezbiter S. Prisca; arcybiskup Ferrary
- Marcantonio Barbarigo (2 września 1686) – kardynał prezbiter S. Susanna; arcybiskup Montefiascone e Corneto
- Carlo Stefano Anastasio Ciceri (2 września 1686) – kardynał prezbiter S. Agostino; biskup Como
- Leopold Karl von Kollonitsch (2 września 1686) – kardynał prezbiter S. Girolamo degli Schiavoni; arcybiskup Kalocssa-Bács; administrator diecezji Györ
- Etienne Le Camus (2 września 1686) – kardynał prezbiter bez tytułu; biskup Grenoble
- Johannes von Goes (2 września 1686) – kardynał prezbiter S. Pietro in Montorio; biskup Gurk; ambasador Austrii wobec Stolicy Apostolskiej
- Pier Matteo Petrucci CO (2 września 1686) – kardynał prezbiter S. Marcello
- Pedro de Salazar Gutiérrez de Toledo OdeM (2 września 1686) – kardynał prezbiter S. Croce in Gerusalemme; biskup Kordowy
- Jan Kazimierz Denhoff (2 września 1686) – kardynał prezbiter S. Giovanni a Porta Latina; biskup Ceseny; minister Polski przy Stolicy Apostolskiej
- José Sáenz de Aguirre OSB (2 września 1686) – kardynał prezbiter S. Balbina
- Leandro Colloredo CO (2 września 1686) – kardynał prezbiter Ss. Nereo ed Achilleo; penitencjariusz większy
- Fortunato Ilario Carafa della Spina (2 września 1686) – kardynał prezbiter Ss. Giovanni e Paolo; biskup Aversa
- Bandino Panciatici (13 lutego 1690) – kardynał prezbiter S. Tommaso in Parione; prodatariusz Jego Świątobliwości
- Giacomo Cantelmi (13 lutego 1690) – kardynał prezbiter Ss. Marcellino e Pietro; arcybiskup Kapui
- Ferdinando d’Adda (13 lutego 1690) – kardynał prezbiter S. Clemente
- Toussaint de Forbin Janson (13 lutego 1690) – kardynał prezbiter S. Agnese fuori le mura; biskup Beauvais
- Giambattista Rubini (13 lutego 1690) – kardynał prezbiter S. Lorenzo in Panisperna; sekretarz stanu Stolicy Apostolskiej; biskup Vicenzy; legat apostolski w Urbino
- Francesco del Giudice (13 lutego 1690) – kardynał prezbiter S. Maria del Popolo
- Giambattista Costaguti (13 lutego 1690) – kardynał prezbiter S. Bernardo alla Terme
- Urbano Sacchetti (1 września 1681) – kardynał diakon S. Maria in Via Lata; protodiakon Świętego Kolegium Kardynałów; biskup Viterbo e Toscanella
- Gianfrancesco Ginetti (1 września 1681) – kardynał diakon S. Nicola in Carcere Tulliano; arcybiskup Fermo
- Benedetto Pamphilj OSIoHieros (1 września 1681) – kardynał diakon S. Agata in Suburra; legat apostolski w Bolonii; prefekt Trybunału Apostolskiej Sygnatury Łaski; wielki przeor zakonu joannitów w Rzymie
- Domenico Maria Corsi (2 września 1686) – kardynał diakon S. Eustachio; biskup Rimini; legat apostolski w Romanii
- Giovanni Francesco Negroni (2 września 1686) – kardynał diakon S. Cesareo in Palatio; biskup Faenzy
- Fulvio Astalli (2 września 1686) – kardynał diakon Ss. Cosma e Damiano
- Francesco Maria de’ Medici (2 września 1686) – kardynał diakon S. Maria in Domnica; protektor Hiszpanii, Austrii i Rzeszy Niemieckiej
- Reginald d’Este (2 września 1686) – kardynał diakon S. Maria della Scala
- Pietro Ottoboni (7 listopada 1689) – kardynał diakon S. Lorenzo in Damaso; wicekanclerz Świętego Kościoła Rzymskiego; superintendent generalny Państwa Kościelnego; sekretarz ds. Memoriałów; prefekt Świętej Konsulty; prefekt Świętej Kongregacji ds. Wód, Bagien Pontyjskich i Doliny Chiana; legat apostolski w Awinionie; gubernator Tivoli, Fermo i Capranica
- Carlo Bichi (13 lutego 1690) – kardynał diakon S. Maria in Cosmedin
- Giuseppe Renato Imperiali (13 lutego 1690) – kardynał diakon S. Giorgio in Velabro; legat apostolski w Ferrarze
- Luigi Omodei (13 lutego 1690) – kardynał diakon S. Maria in Portico
- Giovanni Francesco Albani (13 lutego 1690) – kardynał diakon S. Adriano; sekretarz ds. Brewe Apostolskich
- Francesco Barberini (13 listopada 1690) – kardynał diakon S. Angelo in Pescheria
- Lorenzo Altieri (13 listopada 1690) – kardynał diakon S. Maria in Aquiro

Pięćdziesięciu czterech elektorów było Włochami, pięciu Francuzami, dwóch Hiszpanami, dwóch Niemcami, jeden Anglikiem i jeden Polakiem.
Trzech elektorów mianował jeszcze papież Innocenty X (1644–1655), siedmiu Aleksander VII (1655–1667), dwóch Klemens IX (1667–1669), dziesięciu Klemens X (1670–1676), dwudziestu dziewięciu Innocenty XI (1676–1689), a czternastu Aleksander VIII (1689–1691).

## Nieobecni
Pięciu kardynałów w ogóle nie przybyło na konklawe, z czego jeden zmarł w trakcie sediswakancji:
- † Antonio Bichi (9 kwietnia 1657) – kardynał biskup Palestriny; administrator diecezji Osimo (zmarł 21 lutego w Osimo)
- Luis Manuel Fernández de Portocarrero (5 sierpnia 1669) – kardynał prezbiter S. Sabina; arcybiskup Toledo i prymas Hiszpanii
- Veríssimo de Lencastre (2 września 1686) – kardynał prezbiter bez tytułu; generalny inkwizytor Portugalii
- Augustyn Michał Stefan Radziejowski (2 września 1686) – kardynał prezbiter S. Maria della Pace; arcybiskup Gniezna i prymas Polski
- Wilhelm Egon von Fürstenberg (2 września 1686) – kardynał prezbiter S. Onofrio; biskup Strasbourga

Trzech z nich zostało mianowanych przez Innocentego XI, po jednym przez Klemensa IX (Portocarrero) i Aleksandra VII (Bichi).

## Frakcje w Kolegium Kardynalskim

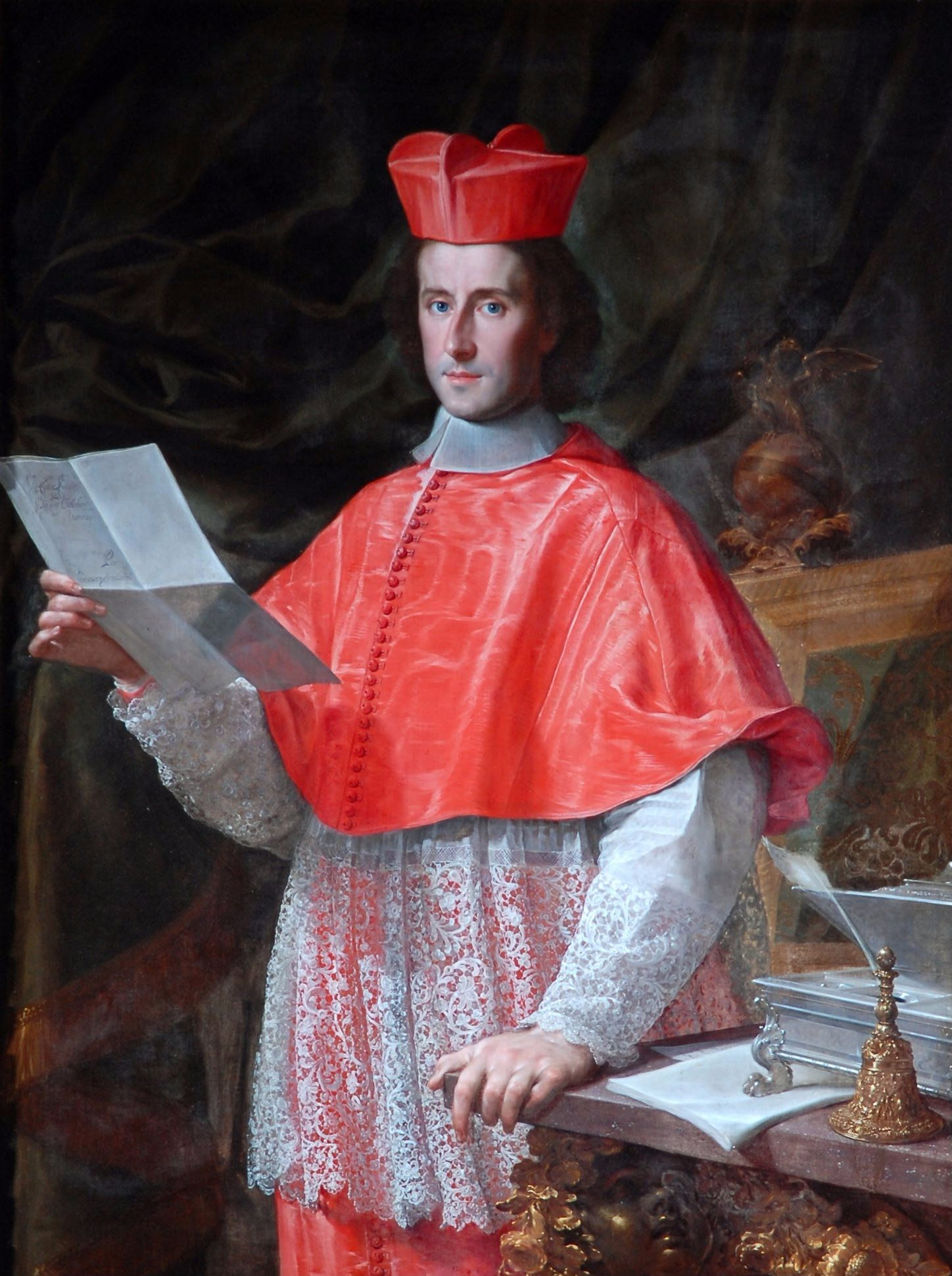
Kardynał Pietro Ottoboni, prabratanek zmarłego papieża i przywódca mianowanych przez niego kardynałów

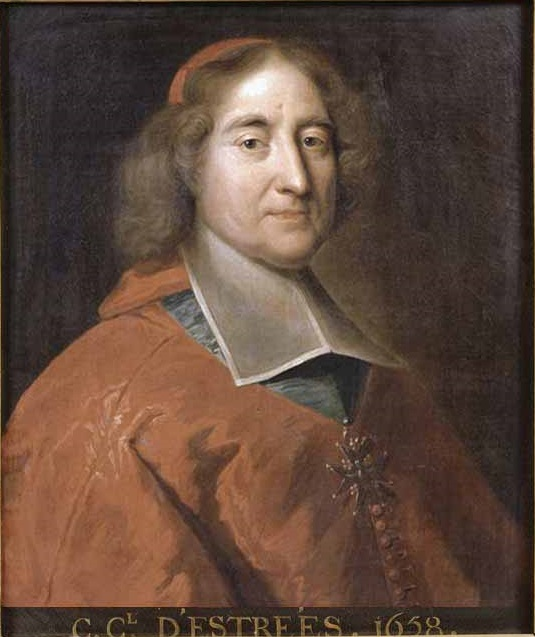
Kardynał César d’Estrées, lider frakcji francuskiej

Święte Kolegium podzielone było na sześć frakcji:
- „Partia habsburska” – grupa kardynałów reprezentujących interesy Hiszpanii i Cesarstwa. W jej skład wchodzili: Medici, Giudice, Goes, Aguirre, Salazar, Kollonitsch;
- „Partia francuska” – kardynałowie reprezentujący interesy króla Francji Ludwika XIV: d’Estrées, de Bouillon, Bonzi, La Camus, Forbin Janson i Maidalchini;
- „Chigianie” – frakcja kardynała Flavio Chigi, bratanka Aleksandra VII, grupująca nominatów tego papieża: Franzoni, Gregorio Barbarigo, Conti, Giulio Spinola i Delfino, a ponadto dołączyli do nich Astalli i Pamphilj z grona nominatów Innocentego XI;
- „Altieriści” – frakcja kardynała Paluzzo Paluzzi-Altieri. W jej skład wchodziła większość nominatów jego wuja Klemensa X: Carpegna, Orsini, Nerli, Casanate, Colonna, Marescotti, Spada i Howard oraz Lorenzo Altieri, mianowany przez Aleksandra VIII krewny kardynała Paluzzo Altieri;
- „Zelanti” („Gorliwi”) – stronnictwo kardynałów mianowanych przez Innocentego XI: Giovanni Battista Spinola, Pignatelli, Buonvisi, Millini, Visconti, Capizucchi, Brancati, Sacchetti, Ginetti, de Angelis, Pallavicino, Durazzo, Marcantonio Barbarigo, Ciceri, Petrucci, Colloredo, Carafa, Corsi, Negroni, Denhoff i d’Este. Zelantom brakowało wewnętrznej spójności wskutek braku wyraźnego lidera. Dzielili się przy tym na skrzydło radykalne, głoszące program kontynuacji reform Innocentego XI, oraz bardziej umiarkowane. Pewien wpływ miał na nich bratanek Innocentego XI don Livio Odescalchi, książę Sirmio, któremu wuj odmówił purpury kardynalskiej aby nie zostać oskarżonym o nepotyzm;
- „Ottobonianie"– partia kardynała Pietro Ottoboniego, bratanka zmarłego Aleksandra VIII, grupująca większość mianowanych przez niego kardynałów: Panciatici, Cantelmo, d'Adda, Rubini, Costaguti, Carlo Bichi, Imperiali, Omodei, Albani i Francesco Barberini.

Alderano Cibo, Carlo Barberini (obaj nominaci Innocentego X) oraz Niccolò Acciaioli (mianowany przez Klemensa IX) nie byli przyporządkowani do żadnej z tych frakcji.
Na konklawe tych sześć frakcji zgrupowało się w dwa duże bloki pod wodzą Chigiego i Altieriego. Do bloku Chigiego weszli Gorliwi oraz partia habsburska. Z kolei pod wodzą Altieriego zjednoczyli się Altieriści, Ottobonianie i Francuzi.

## Kandydaci
Liczni kardynałowie byli uważani za papabile, bez wyraźnego faworyta, toteż powszechnie spodziewano się długiego konklawe. Najczęściej wymieniano jako kandydatów kardynałów: Gregorio Barbarigo, Marescottiego, Casanate, Pignatellego, Buonvisi, Viscontiego, Ciceri, Cibo i Carlo Barberiniego. Własne ambicje miał też kardynał Paluzzo Paluzzi-Altieri.

## Przebieg konklawe

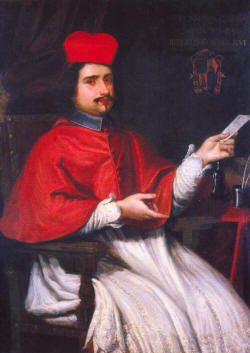
Kardynał Flavio Chigi

Konklawe rozpoczęło się 12 lutego mszą do Ducha Świętego, celebrowaną przez subdziekana Flavio Chigiego. Uczestniczyło w niej zaledwie 16 kardynałów. Po pierwszym głosowaniu 13 lutego na konklawe obecnych było jedynie 40 purpuratów. 14 lutego dotarli kardynałowie Pallavicini i Franzoni, 17 lutego Negroni, 18 lutego Pamphilj i d’Este, 21 lutego Denhoff, 26 lutego Conti i Corsi, a 28 lutego Gregorio Barbarigo. Z końcem lutego liczba elektorów wynosiła 47, gdyż kardynałowie Colonna i Giulio Spinola odpowiednio 16 lutego i 21 lutego musieli opuścić konklawe z powodu choroby (Spinola zmarł 11 marca). 4 marca w ich ślady poszedł kardynał Rubini. 6 marca na konklawe dotarł kardynał Howard, 11 marca Ciceri, Durazzo i Delfino, 12 marca Giudice. 16 marca na konklawe powrócił Colonna, a wraz z nim wszedł na nie kardynał Kollonitsch. 20 marca powrócił Rubini, a wraz z nim przybyli także Pignatelli, Carafa i Cantelmi. 27 marca dotarli francuscy kardynałowie Bouillon, d'Estrees, Bonzi i Le Camus. 29 marca dotarł kardynał Orsini, ustalając liczbę elektorów na koniec marca na 62. 5 kwietnia dotarł kardynał Giambattista Spinola, a trzy dni później Visconti. 13 kwietnia obrady opuścił Capizucchi, który zmarł w nocy z 22 na 23 kwietnia. Między 8 a 18 kwietnia czasowo poza konklawe przebywał kardynał Bouillon. 20 kwietnia chory kardynał Visconti opuścił konklawe i w ten sposób na koniec kwietnia liczba elektorów wynosiła 62. 12 maja konklawe opuścił Spinola, ale dwa dni później powrócił Visconti. 23 maja zachorował również Conti, ale 23 czerwca powrócił na konklawe. 19 czerwca Visconti opuścił konklawe na stałe, 29 czerwca do tego samego został zmuszony Colonna. 5 lipca Brancati opuścił konklawe, ale 12 lipca powrócił wraz ze Spinolą. W ostatnim głosowaniu wzięło więc udział 61 kardynałów.

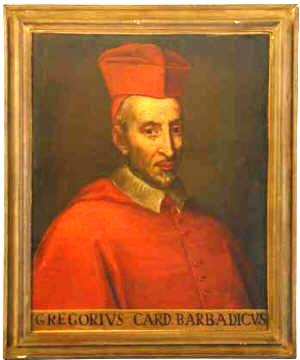
Kardynał Gregorio Barbarigo (późniejszy święty)

Przez pierwszych kilka tygodni na konklawe nie działo się nic szczególnego, gdyż oczekiwano na przybycie kardynałów z Francji, co nastąpiło dopiero pod koniec marca. Pierwszą poważną kandydaturą, pozostającą zresztą w grze do końca konklawe, była kandydatura biskupa Padwy Gregorio Barbarigo, którą 4 kwietnia zgłosił Colloredo, wsparty przez Chigiego. Przeciwko weneckiemu kardynałowi opowiedzieli się Altieri i Ottoboni, którzy zdołali przekonać także Francuzów do nie popierania go, mimo że Barbarigo miał opinię przyjaciela Francji. Barbariga nie akceptował też Wiedeń, jednak w instrukcjach, które dotarły do Rzymu 14 kwietnia, cesarskim kardynałom zakazano otwarcie występować przeciwko niemu. Cesarzowi zależało, by upadek tej kandydatury nie obciążał jego konta, gdyż nie chciał zrywać sojuszu z Chigim i Gorliwymi. W ten sposób Barbarigo nie uzyskał wymaganej większości, jednak Gorliwi, nieświadomi rzeczywistego stanowiska Wiednia, konsekwentnie go popierali, sądząc, że będą w stanie przekonać wystarczającą liczbę elektorów.

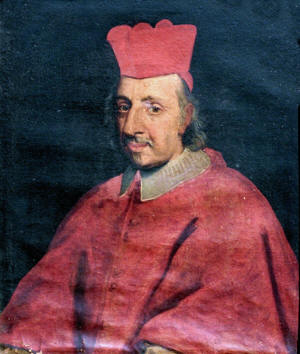
Kardynał kamerling Paluzzo Paluzzi Altieri

Z końcem kwietnia, wobec wyraźnego fiaska kandydatury Barbariga, zaczęto rozglądać się za innym kandydatem. 17 i 23 kwietnia kardynał Pignatelli z Neapolu uzyskał odpowiednio 10 i 14 głosów, ale poparcie to okazało się incydentalne. W ciągu maja i czerwca zaproponowano cały szereg papabili, jednak żaden z nich nie uzyskał wystarczającego poparcia. Altieri, mimo poparcia Francuzów i akceptacji Austrii i Hiszpanii, musiał wycofać swoją kandydaturę wskutek sprzeciwu Chigiego i Gorliwych, którzy zdołali zebrać 26 głosów przeciwko niemu. Ottoboni proponował kardynała Panciatici, ale odrzuciła go frakcja habsburska. Chigi i Astalli, chcąc poróżnić Altieriego z Francją, proponowali mu kandydatury jego protegowanych, Marescottiego i Casanate, których Francja nie akceptowała z uwagi na ich prohiszpańskie nastawienie. Altieri przejrzał jednak ten manewr i odrzucił obie te kandydatury. W pewnym momencie wydawało się, że papieżem zostanie Buonvisi, gdyż Chigi i Altieri sprzymierzyli się, by go poprzeć, jednak odrzucili go Francuzi, a w krytycznym momencie również Chigi wycofał swoje poparcie. Duże szanse na sukces miał też kardynał Ginetti, któremu sprzyjał książę Livio Odescalchi, ale mimo poparcia Francji, Hiszpanii oraz części Gorliwych jego kandydatura upadła, gdyż Altieri uchylił się od jej poparcia, prawdopodobnie tylko dlatego, że Ginetti był od niego o kilka lat młodszy. Proponowano też takie nazwiska jak Carpegna, Cibo, Conti, Carlo Barberini i Brancati, jednak bez większych rezultatów. Gorliwi przez cały ten czas popierali Barbariga.
Stosunkowo największe perspektywy na zwycięstwo zdawał się mieć kardynał Delfino. Był on człowiekiem powszechnie szanowanym, wszystkie trzy mocarstwa udzieliły mu poparcia, nawet Altieri się na niego zgodził, mimo że był on stronnikiem Chigiego. Nieoczekiwanie jednak to właśnie Chigi i sprzymierzeni z nim Gorliwi odrzucili tego kandydata. Gorliwi, nie mogąc się pogodzić z tym, że papieżem miałby zostać człowiek naznaczony przez królów, wystąpili bardzo ostro przeciwko Delfino, a jeden z nich, Negroni, przypomniał nawet kilka niechlubnych epizodów z jego młodości. W tym stanie rzeczy kandydatura ta upadła.

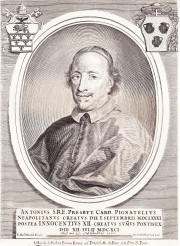
Kardynał Antonio Pignatelli został wybrany po 5 miesiącach i przyjął imię Innocenty XII

W połowie czerwca wysunięto kandydaturę kardynała Acciaioli, którego popierali Francuzi i kardynał Medici. Sprzeciw Gorliwych, Wenecji i Austrii oraz brak poparcia ze strony Altieriego przesądził o niepowodzeniu tej inicjatywy. Ostatecznie pod koniec czerwca Altieri zaproponował kandydaturę arcybiskupa Neapolu Antonia Pignatellego jako kompromisową. Pignatelli niemal od początku konklawe regularnie otrzymywał niewielką liczbę głosów i choć do tej pory nie liczył się jako poważny kandydat, już 20 maja w jednym z raportów przewidywano, że ma on największe szanse na uzyskanie poparcia wszystkich stronnictw, gdyż jest politycznie neutralny i ma niewielu krewnych. 68-letniemu Altieriemu odpowiadało szczególnie to, że Pignatelli miał już 76 lat, a bardzo zależało mu, by móc kandydować w następnym konklawe. Hiszpanie zaakceptowali go, gdyż jako neapolitańczyk był poddanym ich króla. Chigi i Ottoboni nie znaleźli żadnych zastrzeżeń przeciwko niemu i mimo pewnych wahań zgodzili się na niego głosować. Większość Gorliwych poparła go, gdyż był jednym z nich, niektórzy jednak konsekwentnie obstawali przy Barbarigo. Najwięcej obiekcji wobec Pignatellego zgłaszali Francuzi, którym nie podobało się, że jest on hiszpańskim poddanym, Altieri przekonał ich jednak, ze wobec niemożności wybrania Acciaiolego nie znajdą lepszego kandydata z szansami na wygraną. Ponadto konklawe trwało już prawie pięć miesięcy, zbliżały się najgorsze upały, a wielu kardynałów już chorowało, co przemawiało za jak najszybszym zakończeniem obrad. Głosowanie zaplanowano na 12 lipca.

## Wybór Innocentego XII
12 lipca 1691, dokładnie pięć miesięcy po rozpoczęciu konklawe, kardynał Antonio Pignatelli został wybrany na papieża uzyskując 53 głosy na 61. Sześciu Gorliwych zagłosowało na Gregorio Barbarigo, jeden głos oddano na Altieriego, a sam Pignatelli, zgodnie z obyczajem, zagłosował na dziekana Świętego Kolegium Alderano Cibo. Elekt przybrał imię Innocentego XII, dla upamiętnienia Innocentego XI, który mianował go kardynałem. Trzy dni później protodiakon Sacchetti dopełnił obrzędu koronacji nowego papieża.

## Uzupełniające źródła internetowe
- The Cardinals of the Holy Roman Church
- Sede Vacante 1691
- The Triple Crown
- Vatican History. vaticanhistory.de. [zarchiwizowane z tego adresu (2011-09-27)].